# 江西都指挥使司
江西都指挥使司，明朝十六个都指挥使司之一。
洪武三年（1370年）置江西都卫，治南昌府。洪武八年（1375年）十月改江西都卫为江西都指挥使司。洪武九年（1376年）六月改江西行中书省为江西承宣布政使司。江西都指挥使司属于前军都督府。

## 下辖卫所
南昌左卫、南昌前卫、袁州卫、赣州卫、吉安卫（后为千户所）、饶州千户所、安福千户所、会昌千户所、永新千户所、南安千户所、建昌千户所、抚州千户所、铅山千户所、广信千户所
后来改制：
南昌卫（正德十六年，以左、前二卫并改）、袁州卫、赣州卫、吉安千户所（原为卫）、饶州千户所、安福千户所、会昌千户所、永新千户所、南安千户所、建昌千户所、抚州千户所、铅山千户所、广信千户所、信丰千户所、宁府仪卫司、淮府仪卫司、益府仪卫司、淮府群牧所、益府群牧所